# Penelope Scott
Penelope Scott és una músic, cantautora i productora estatunidenca. Ha autoproduït tota la seua pròpia música. Després de llançar els àlbums recopilatoris Junkyard (2020) i The Junkyard 2 (2020), Scott va llançar el seu àlbum debut, Public Void, l'agost de 2020. La seua cançó "Rät" va assolir el lloc 29 al Billboard's Hot Rock & Alternative Songs Chart. El seu últim EP, Hazards, es va publicar el 2021.

## Primers anys
Scott va començar a aprendre a tocar el piano amb vuit anys. A l'escola secundària, es va centrar a escriure lletres i aprendre a gravar. Scott va començar a publicar les seues cançons en línia mentre feia una classe de producció musical a la universitat. Va llançar l'àlbum recopilatori Junkyard el 27 de febrer de 2020, seguit poc pel llançament de The Junkyard 2 el 13 de maig de 2020. Aquest últim explora temes de treball emocional, salut i inseguretat. Una cançó del segon disc, "Sweet Hibiscus Tea", es va fer viral aquell mateix mes. Scott més tard va expressar la seua sorpresa per l'èxit de The Junkyard 2 donada la seua manca de mescla. Els seus cursos universitaris van ajudar en les seues habilitats de barreja, tot i que també va fer cursos de filosofia i informàtica.

## Carrera
El seu àlbum debut, Public Void, es va publicar a Bandcamp el 29 d'agost de 2020, i després als serveis de transmissió el 25 de setembre de 2020. A finals de 2020, la música de Scott va trobar una audiència més gran a l'aplicació TikTok. La seua cançó "Rät" es va fer viral el novembre de 2020. La cançó tracta sobre la decepció amb Silicon Valley i multimilionaris de la tecnologia, com Elon Musk. "Rät" va assolir el lloc 29 a la llista de cançons Hot Rock & Alternative de Billboard. El productor musical Jesse Cannon va descriure la seua lletra com "extremadament en línia". Desenes de milers de vídeos de TikTok incorporen la cançó. El 4 de novembre de 2020, Scott va llançar el senzill "Born2Run", que s'havia fet viral abans del seu llançament oficial. La cançó va cridar l'atenció després de l'assalt del Capitoli dels Estats Units el 2021, a causa de la seua lletra que descriu un assalt fictici del capitoli dels Estats Units per part de joves implicats políticament. El 30 d'abril de 2021, Scott va aparéixer a la cançó "Brittle, Baby!" per Char Chris. També va aparéixer al seu vídeo musical com una versió animada d'ella mateixa.
El juliol de 2021, Scott va llançar la cançó "7 O'Clock" i va anunciar un EP titulat Hazards, que es va publicar el 27 d'agost de 2021 a través de Many Hats Distribution. Va llançar la cançó "Dead Girls" com a senzill un dia abans del llançament de l'EP. El desembre de 2021, Scott va fer una versió de "Before He Cheats" de Carrie Underwood per a un episodi de ReImagined de la Recording Academy.